# トケラウの旗
トケラウはニュージーランドの領土であり、独立国家ではないため、トケラウの公式の旗はニュージーランドの国旗である。しかし2008年5月、トケラウ議会はトケラウの旗とトケラウの紋章を制定した。この旗は公式なものではなく、公的な目的には使用できない。
2006年、2007年と続けてニュージーランドとの自由連合国へ移行する是非を問う住民投票が行われたが、得票率が成立に必要な3分の2に届かず否決された。

## 歴史的な旗

? 1889年から1937年まで使われていた旗
?1937年から1949まで使われていた旗
? 1949年から2009まで使われていた旗
? 現在の旗（縦横比2:3の別タイプ）

## 1989年の提案

1989年に提案された旗

非公式の代替用の旗が提案された記録が残っている。旗に描かれた3つの星は、トケラウの島を構成する3つの環礁を表している。

## 2007年の提案
2007年6月、トケラウ議会は将来的にトケラウの旗、歌、紋章を制定することを決定した。提案された旗には模式化されたポリネシアのカヌーと4つの星が描かれていた。星は、3つの環礁とスウェインズ島を表している。2007年の投票では、定められた得票数には達せず、採用されなかった。

## 2008年の最終的な提案
2008年5月、トケラウ議会はトケラウのシンボルを承認した。旗のデザインは2007年の提案から星の位置に若干の変更を加えたものであり、南十字星は島の地理的な状況を表している。この時、同時に、トケラウの紋章も承認された。